# Françoise de Bourbon-Parme
Françoise de Bourbon-Parme, née le 19 août 1928 à Paris, est un membre de la maison de Bourbon-Parme et la fondatrice de l'association Malte-Liban. De nationalité française, elle porte le titre de courtoisie de princesse de Parme et elle est une descendante directe de saint Louis et de Louis XIV, et par voie cognatique, de l'empereur François Ier du Saint-Empire et de son épouse l'impératrice Marie-Thérèse. Elle est une nièce de l'impératrice Zita d'Autriche et une proche cousine d'Anne de Bourbon-Parme (l'épouse du roi Michel Ier de Roumanie) et du tsar Siméon II de Bulgarie.

## Biographie

### Famille
Fille du prince François-Xavier de Bourbon-Parme, qui servit d'intermédiaire lors des pourparlers de paix que tenta l'empereur d'Autriche avec la France en 1917, Françoise de Bourbon-Parme naît en 1928 à Paris.
Durant l'occupation allemande, son père est arrêté par les nazis puis déporté au camp de Dachau en Bavière. Plus tard, elle part avec le Secours catholique en Autriche lors de l'exode des Hongrois qui fuyaient la révolution de 1956. Elle s'installe ensuite à Berlin-Ouest pour soigner ceux qui fuient alors l'URSS.

### Mariage et descendance
Le 11 décembre 1959, Françoise de Bourbon se marie civilement à Besson (Allier) avec le prince Édouard de Lobkowicz. Le mariage religieux a lieu le 7 janvier 1960 en la cathédrale Notre-Dame de Paris. Il s'agit du premier mariage princier (en dehors de Napoléon III) célébré en cette cathédrale depuis 1816. Sont notamment présents le duc de Windsor et son épouse, le grand-duc héritier Jean de Luxembourg, le prince Louis Napoléon Bonaparte, l'ancienne impératrice d'Autriche Zita de Bourbon-Parme et son fils l'archiduc d'Autriche Otto de Habsbourg-Lorraine. La réception et le bal qui s'ensuivent, organisés par la famille de la mariée, sont donnés à l'hôtel Ritz à Paris.
Le couple a quatre enfants :
- Marie Édouard Xavier Ferdinand Auguste Gaspard (18 octobre 1960, Paris – 27 avril 1984, Ivry-sur-Seine) ; assassiné dans des circonstances jamais élucidées (son corps est retrouvé dans la Seine) ;
- Marie Robert Emanuel Joseph Michel Benoît Melchior (31 décembre 1961, Paris – 29 octobre 1988, Bhannes, Liban) ; mort d'une tumeur au cerveau ;
- Marie Charles-Henri Hugues Xavier Benoît Michel Edouard Joseph Balthazar (né le 17 mai 1964 à Paris) ;
- Marie Gabrielle Anita Olga Thérèse Lisieux Gaspara (née le 11 juin 1967 à Paris) ; membre des Petites Sœurs des pauvres[4].

En 1980, Édouard de Lobkowicz est nommé ambassadeur au Liban de l'ordre souverain militaire et hospitalier de Saint-Jean de Jérusalem, de Rhodes et de Malte. Françoise de Bourbon-Parme le suit et s'investit beaucoup pour la reconstruction du pays meurtri par la guerre. Elle accompagne son mari pour la construction et le développement des douze centres médico-sociaux de l'ordre. En 1987, elle crée avec lui l'association Malte-Liban grâce à laquelle elle récolte des fonds auprès de donateurs pour promouvoir les opérations de l'ordre au Liban au service des pauvres et des malades. Trente ans plus tard, les centres soignent plus de 200 000 personnes par an grâce aux dons de particuliers et d'organisations telles que la fondation Pierre Fabre ou le ministère français des Affaires étrangères.
Françoise de Bourbon-Parme a été membre de la délégation du Saint-Siège aux Nations unies entre 1990 et 1995.
Le 28 septembre 2022, la Princesse a assisté à une messe religieuse à l'occasion du 35e anniversaire de la fondation de son association Malte Liban en l'église Sainte-Élisabeth de Hongrie à Paris. La Princesse a reçu les félicitations des personnes présentes à la cérémonie. Du 5 au 9 mai 2023, la Princesse Marie-Françoise a assisté au pèlerinage de l'Ordre de Malte à Lourdes, participant aux prières et messes et rencontrant de nombreuses personnes.